# Alibertia obidensis
Alibertia obidensis é uma espécie de planta do gênero Alibertia.  

## Taxonomia
A espécie foi descrita em 1914 por Jacques Huber. 

## Ocorrência
A espécie é nativa e endêmica do Brasil, ocorrendo exclusivamente no estado do Pará, dentro do domínio fitogeográfico da Amazônia. Está associada a vegetações típicas de áreas alagadas, como florestas de igapó e várzea, adaptadas às condições úmidas e periódicos alagamentos dessa região.